# Font del Pic
La Font del Pic és una font de Sant Hilari Sacalm (Selva) inclosa a l'Inventari del Patrimoni Arquitectònic de Catalunya.

## Descripció
Font situada al nucli urbà, al carrer que porta el mateix nom: carrer de la Font del Pic, dintre d'un parc, on hi ha un bar i una zona d'esbarjo per a la mainada.
Consta d'un mur rectangular d'aproximadament un metre d'alt, realitzat amb pedra del país i s'hi accedeix per tres esgraons descendents. Actualment només té un brollador.

## Història
Aquesta font té el seu origen al segle xix, i des de sempre ha tingut gran prestigi per la qualitat de l'aigua. L'emplaçament de la font no ha estat sempre el mateix, i a més, ha tingut diferents formes. Al principi estava composta per un fragment de paret de pedra i un brollador, més tard es va fer una estructura mig coberta. Fins a arribar al seu estat actual encara va canviar forces vegades la seva forma.
Aquesta font està àmpliament documentada gràficament, a través de les fotografies de Ximeno i Bosch per exemple. En ser un lloc d'estiuejants eren típiques les fotografies de grups d'amics i familiars. Aquests records es poden trobar als arxius particulars de: Bosch, Duran i Serradesanferm.